# Longny-au-Perche
Longny-au-Perche foi uma comuna francesa na região administrativa da Normandia, no departamento Orne. Estendia-se por uma área de 39,38 km². Em 2010 a comuna tinha 3 052 habitantes (densidade: 77,5 hab./km²).
Em 1 de janeiro de 2016, passou a formar parte da nova comuna de Longny les Villages.